# Culex garciai
Culex garciai är en tvåvingeart som beskrevs av Gonzalez Broche 2000. Culex garciai ingår i släktet Culex och familjen stickmyggor.
Artens utbredningsområde är Kuba. Inga underarter finns listade i Catalogue of Life.